# AZS Olsztyn
El Indykpol AZS Olsztyn es un club de voleibol de Olsztyn, en el voivodato de Varmia y Masuria, en Polonia. Actualmente juega en la Polska Liga Siatkówki, la máxima categoría del país.

## Palmarés
- Campeonato de Polonia
  - 2 º lugar (2): 2003, 2004
    - 3.er lugar (3): 2005, 2006, 2007

- Copa Polaca
  - Ganador (7): 1970, 1971, 1972, 1982, 1989, 1991, 1992
    - 2 º lugar (5): 1983, 1990, 2004, 2006, 2008
      - 3.er lugar (3): 1973, 1978, 1985

- Copa CEV
  - 2 º lugar (1): 1977